# El Rancho (Nowy Meksyk)
El Rancho – jednostka osadnicza w Stanach Zjednoczonych, w stanie Nowy Meksyk, w hrabstwie Santa Fe.